# Samuel Sosa
Samuel Sosa est un footballeur international vénézuélien né le 17 décembre 1999 à Valencia. Il évolue au poste d'attaquant au Querétaro FC.

## Biographie

### En sélection
Avec les moins de 20 ans, il participe à la Coupe du monde des moins de 20 ans en 2017. Lors du mondial junior organisé en Corée du Sud, il joue cinq matchs. Il s'illustre en inscrivant deux buts, contre le Vanuatu en phase de poule, puis contre l'Uruguay en demi-finale. Il délivre également une passe décisive contre les États-Unis en quart de finale. Le Venezuela s'incline en finale face à l'Angleterre.
Il participe ensuite au championnat sud-américain des moins de 20 ans en 2019. Lors de cette compétition, il joue huit matchs. Il s'illustre en inscrivant deux buts, contre la Colombie et le Brésil. Il délivre également deux passes décisives, contre le Chili et l'Uruguay.
Le 1er juin 2019, il reçoit sa première sélection avec le Venezuela, en amical contre l'Équateur, où il joue 45 minutes (score : 1-1).

## Palmarès
- Finaliste de la Coupe du monde des moins de 20 ans en 2017 avec l'équipe d'Argentine des moins de 20 ans